# Kopalové

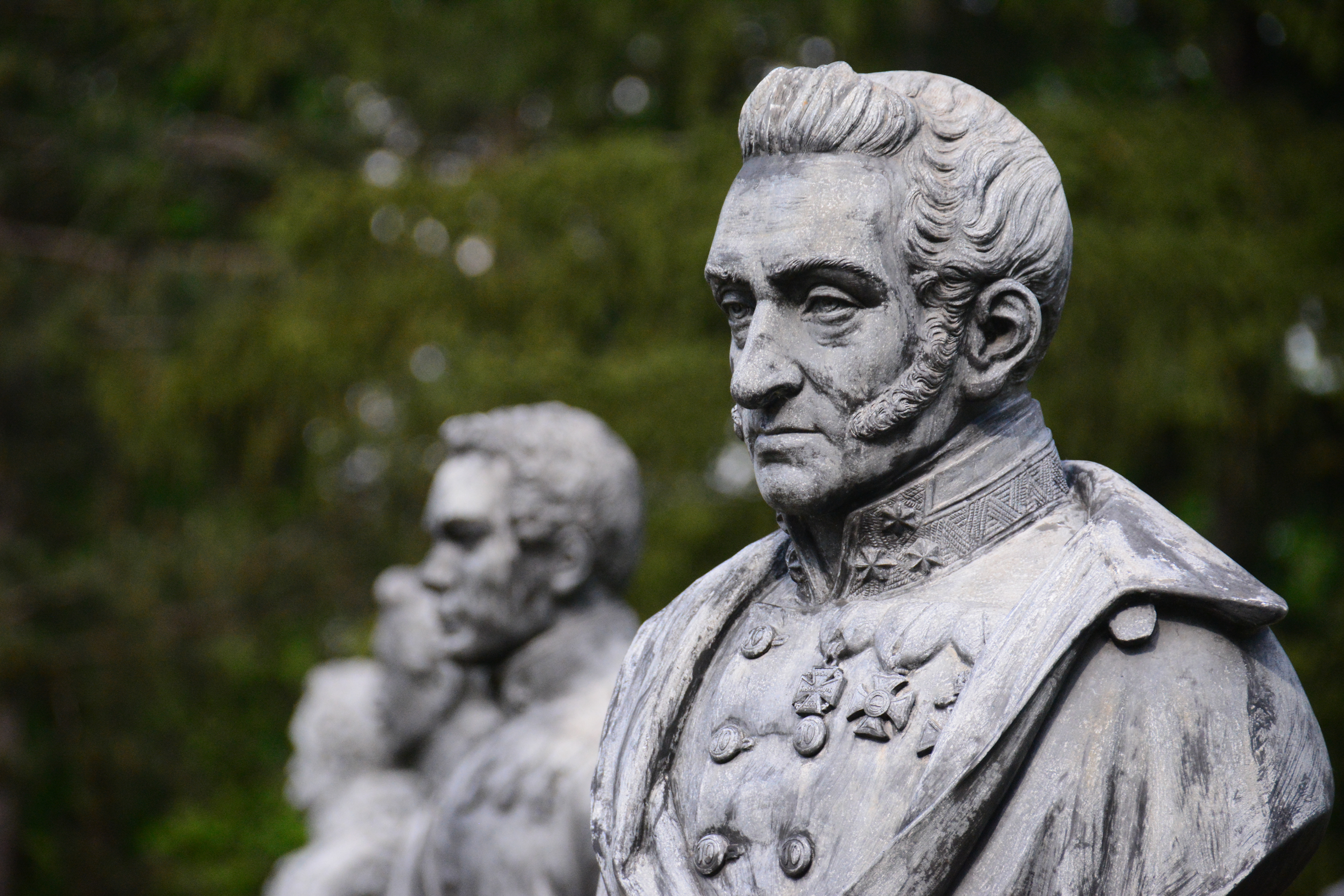
Busta Karla von Kopala v památníku Heldenberg

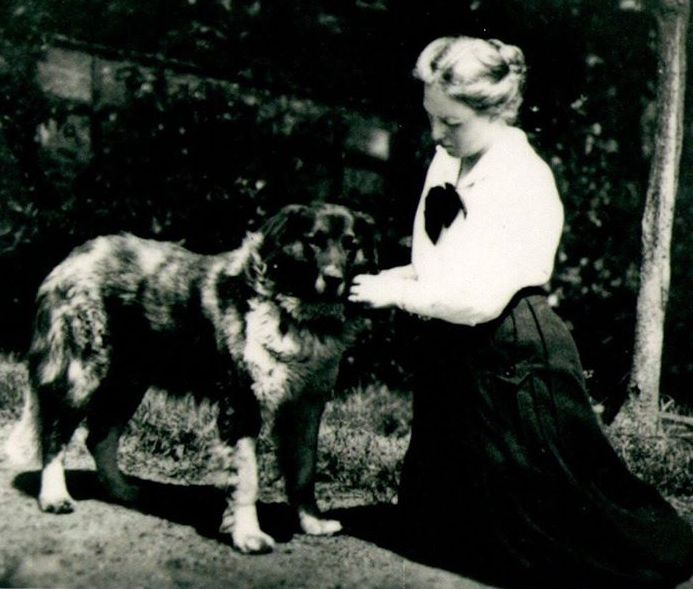
Františka von Kopalová

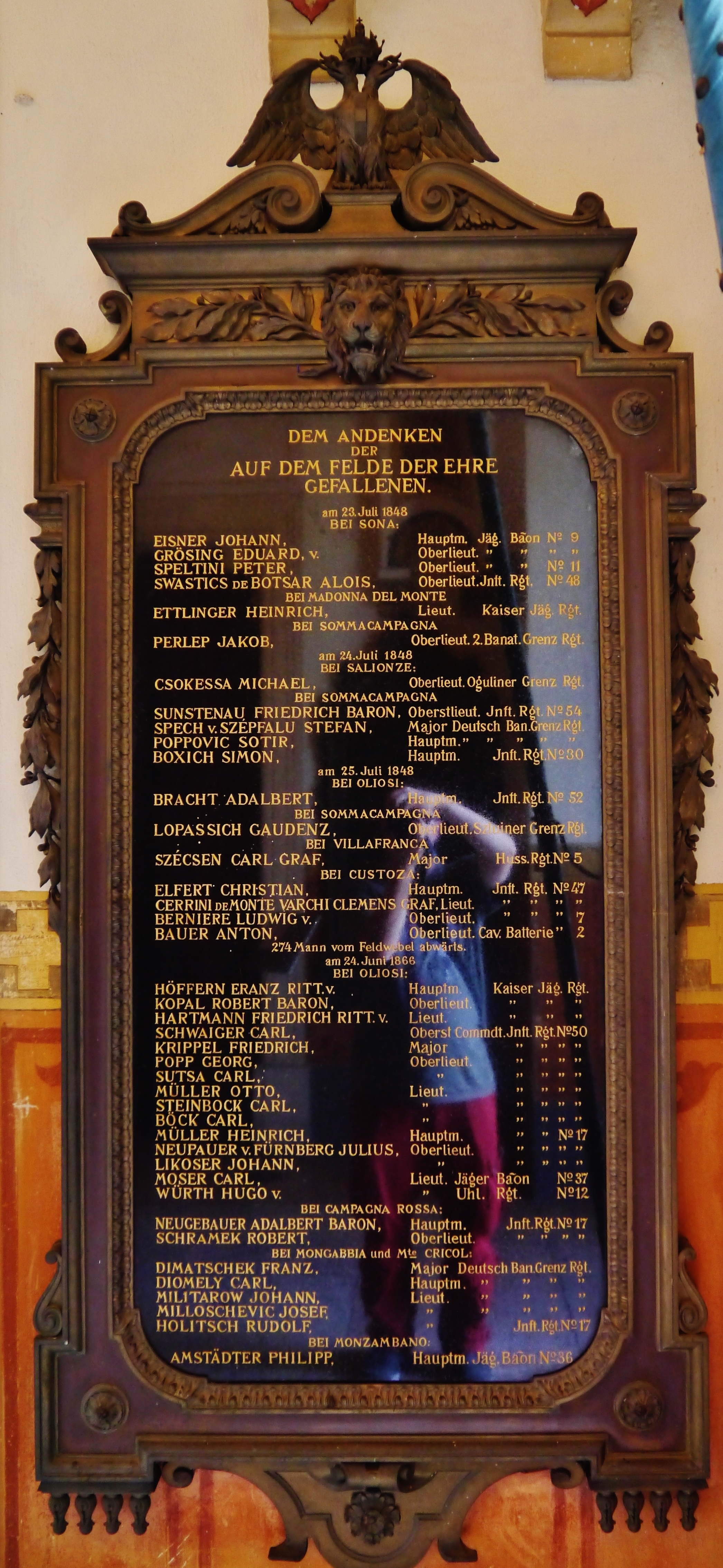
Pamětní deska v Sommacampagně upomínající na zahynuvší v roce 1866, včetně Roberta von Kopala.

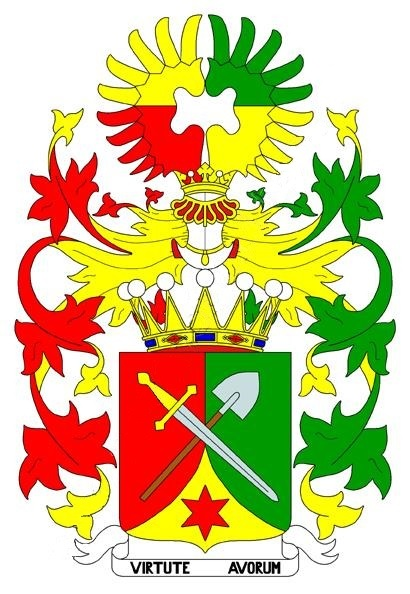
Erb Wilhelma von Kopala

Kopalové jsou původně moravský rod, jehož dvě linie byly povýšeny do stavu svobodných pánů (baronů). Vlastnili majetek v různých částech Českého království. Významnou osobností rodu byl Karel Kopal (1788–1848), důstojník v armádě Rakouského císařství.

## Historie rodu
Nejstarším známým předkem rodu byl Georg Kopal (1670–1735), sídlící na moravském panství Rosice. Jeho potomek Jiří Václav Kopal byl kapitánem v Moravských Budějovicích. Jeho syn Karel Josef Kopal (16. ledna 1721 Moravské Budějovice – 16. května 1787 Znojmo) zastával vysoký post na radnici ve Znojmě. Karel Josef se 4. května 1749 v obci Blížkovice oženil s Marií Antonií. Karel a Marie měli syna Jana (Johanna). Johann Kopal (13. dubna 1758 Česká Kamenice – 23. května 1831 Znojmo) stejně jako jeho otec zastával funkci na znojemské radnici a byl správcem majetku v obci Ctidružice, oženil se s Annou Marií. Jejich potomci rozdělili rod do několika linií, z nichž dvě byly později povýšeny do stavu svobodných pánů.

### Starší linie
Starší linie je reprezentována Aloisem Kopalem (14. února 1774 – 19. října 1840 Znojmo).
Díky jeho synovi generálmajorovi Josefovi (27. srpna 1819 Lvov – 29. srpna 1894 Baden) byla v roce 1879 povýšena do šlechtického stavu. Syn Josefa Kopala Wilhelm (* 5. listopadu 1853 Lvov) byl v roce 1900 povýšen do stavu svobodných pánů. Wilhelm se v roce 1890 oženil se svobodnou paní Hermínou von Berlichingen, rozenou Götz (* 17. prosince 1863 Vídeň), měli spolu jediného syna Karla Josefa Wilhelma Götz von Kopala (* 27. srpna 1891 Mediaș).
Aloisova dcera Rosa Adamina (* 23. října 1823 Lvov) se dne 3. listopadu 1857 ve Lvově provdala za krajského soudce Josefa von Schenka. Měli spolu syna Josefa, jež zastával v letech 1916–1917 post ministra spravedlnosti Předlitavska.
Tato linie žila později v Rakousku.

### Prostřední linie
Johannův prostřední syn Leopold Kopal (15. listopadu 1785 Miroslav – 27. ledna 1872 Olomouc) absolvoval v letech 1801–1802 studia inženýrství, zemědělství a lesnictví na pražské univerzitě. Od roku 1852 žil v Olomouci jako kapitulní lesní rada. Měl velké zásluhy na založení rozsáhlých lesních komplexů. Po smrti mladšího bratra Karla sepsal obsáhlou biografii jeho života.

### Mladší linie
Johannův nejmladší syn Karel Kopal (3. února 1788 Ctidružice – 17. června 1848 u Vicenzy, Itálie) se stal později důstojníkem v armádě Rakouského císařství. Za Karlovy vojenské zásluhy Kopalové obdrželi dědičný šlechtický titul. Dne 12. února 1837 byl císařem za vojenskou udatnost povýšen do prostého šlechtického stavu. Dne 27. listopadu 1848 byl Karel Kopal za rozhodující podíl na vítězství u Vicenzy jmenován in memoriam rytířem Řádu Marie Terezie. Na základě císařského diplomu z 11. ledna 1852 byli členové Kopalovy rodiny povýšeni do stavu svobodných pánů (baronů). Do šlechtického znaku rodiny von Kopal byl tehdy přidán symbol signálního rohu od Vicenzy.
V roce 1832 se Karel Kopal v Kostelní Bříze oženil s baronesou Marií Terezií von Spiegel (25. prosince 1797 Kostelní Bříza – 5. září 1846 Kostelní Bříza). Měli spolu 5 dětí. Karla (8. prosince 1833 Cheb – 4. února 1912 Bolzano), Viktorínu (* 2. února 1835 Waldstein in Böhmen), Viktora (25. července 1836 Jevišovice – 2. ledna 1892 Hřebeny), Arnoštku (3. září 1839 Fiume – 19. září 1915 Kostelní Bříza) a Roberta (1842 Bolzano – 24. června 1866 Oliosi). Všichni tři Kopalovi synové se později stali důstojníky císařské armády.
Nejúspěšnější byl nejstarší Karel, který dosáhl hodnosti generálmajora. Oženil se s Marií svobodnou paní Hippoliti von Paradiso e Montebello (* 13. ledna 1845), měli spolu dceru Františku (* 24. srpna 1881 Hradec Králové). Prostřední syn, c. k. plukovník Viktor se oženil s Marií, rozenou Henn von Henneberg-Spiegel, (16. dubna 1860 Hrzín – 30. ledna 1913 Hřebeny), dědičkou velkostatku a zámku Hřebeny v západních Čechách. Nejmladší syn Robert padl jako poručík 5. praporu císařových polních myslivců ve vítězné bitvě u Custozy v červnu 1866.
Vnuk Viktoríny Kopalové Viktor Brand-Kopal (7. října 1886 Praha – 17. září 1959 Litschau) získal v roce 1915 panství Kostelní Bříza, jehož byl až do roku 1945 posledním šlechtickým majitelem.

## Rodové majetky

### Panství Hřebeny
Panství Hřebeny se dostalo do vlastnictví rodu Kopalů sňatkem Marie Henn von Henneberg-Spiegel s Viktorem Kopalem. Zahrnovalo mimo jiného Hrzín, Krajkovou, Lesnou, Lomničku a Nový Dvůr. V roce 1913 panství získala jejich dcera Františka Kopalová. Majetek držela do roku 1945.

### Panství Josefov
Ves Josefov byla založena v roce 1833 a byla úzce spjata s rodovým hradem Hřebeny. Františka Kopalová byla poslední šlechtickou majitelkou vlastnící velkostatek do roku 1945.

### Panství Kostelní Bříza a Arnoltov
Panství Kostelní Bříza se dostalo do vlastnictví rodu Kopalů sňatkem Arnoštky Kopalové a Bohumila ml. Henn von Henneberg-Spiegel. Po smrti Arnoštky přešel majetek na jejího blízkého příbuzného Viktora Brand-Kopala. Viktor na Kostelní Bříze žil se svým bratrem Bohumilem. Návrhem Pozemkového úřadu ze dne 8. ledna 1921 byly Viktorovi nemovitosti zabrány a byla na nich provedena pozemková reforma. Většina majetku byla však ze záboru vypuštěna – velká část pozemků, pivovar, pila, cihelna v Arnoltově, a také samotný zámek v Kostelní Bříze, odkud Viktor svůj majetek dále řídil. Majitelem byl do roku 1945. Dne 8. února 1946 byla na majetek uvalena národní správa a zámek mu byl zabaven. Ve stejném roce Viktor nuceně vysídlil do Rakouska.

## Příbuzenstvo
Skrze sňatky byli spřízněni s Henny, Auerspergy, Spiegely, německým rytířským rodem von Berlichingen, českým rytířským rodem Brand von Santa Lucia, francouzským vikomtským rodem de Maistre, italskými svobodnými pány Hippoliti von Paradiso e Montebello a mnohými dalšími rody.